# 乳香二烯酸
乳香二烯酸是一种有机化合物，化学式C30H48O3，属于甘遂烷型四环三萜化合物，存在于乳香黃連木（Pistacia lentiscus）的树脂中，类似的化合物还有乳香二烯酮酸。